# فرانكيت
الفرانكيت هو معدن من معادن أملاح السلفو يحوي في تركيبه على القصدير والرصاص والإثمد، وله صلة وصل بمعدن السيليندريت.
وصف هذا المعدن أول مرة سنة 1893 في عينة مستخرجة من معدن في بوليفيا، وتنسب تسميته إلى الجيولوجين كارل وإرنست فرانكه.